# Гущерояден мишелов
Гущероядният мишелов (Kaupifalco monogrammicus) е хищна африканска птица от семейство Ястребови.

## Разпространение
Обитава почти цяла Субсахарска Африка.

## Описание
Птицата е неголяма със сравнително набито тяло с дължина от 36 cm. Горната част на тялото, главата и гърдите са сиви. Има вертикална черна линия на гърлото, което отличава този вид от всички други грабливи птици. Коремът е бял с шоколадово кафяви връхчета на перата. Опашката е черна с бял връх.

## Начин на живот и хранене
Храни се предимно с влечуги и големи насекоми, но консумира и дребни бозайници и птици. Често си седи спокойно в короната на палмово дърво или на телеграфен стълб. Издава звук набодобяващ на клу-клу-клу.

## Размножаване
Птицата гнезди в Субсахарска Африка. Изгражда гнездо от пръчки в клоните на дърветата или короната на палмите. Снася по 1 - 3 яйца.